# Bernhard Eisendle
Bernhard Eisendle (* 1. Juli 1939 in Lienz) ist ein österreichischer Maler.
Bernhard Eisende studierte Malerei und Bildende Kunst an den Akademien München und Stuttgart. Nach Aufenthalten in Frankreich, Deutschland und Italien, lebt Eisendle heute in Graz. Eisendles Malerei ist kontrastreich und beschäftigt sich oft mit religiösen Themen, vor allem mit dem Tod. 1991 wurde der Maler in das Buch Die österreichischen Maler des 20. Jahrhunderts aufgenommen.

## Ausstellungen
- in Österreich, Deutschland, Italien, Frankreich und Schweden